# تاكاشي هارا
تاكاشي هارا (باليابانية: 原敬 هارا تاكاشي) (9 فبراير 1856 - 4 نوفمبر 1921) كان سياسيًّا يابانيًّا شغل منصب رئيس الوزراء بين 29 سبتمبر 1918 إلى 4 نوفمبر 1921.

## روابط خارجية
- تاكاشي هارا على موقع الموسوعة البريطانية (الإنجليزية)